# Balneologia i medycyna fizykalna
Balneologia i medycyna fizykalna – specjalizacja lekarska obejmująca swoim zakresem zagadnienia z dziedziny balneologii, medycyny fizykalnej i leczenia uzdrowiskowego. Szkolenie specjalizacyjne z balneologii i medycyny fizykalnej trwa 4 lata (2 lata modułu podstawowego z chorób wewnętrznych i 2 lata modułu specjalistycznego z balneologii i medycyny fizykalnej). W Polsce konsultantem krajowym balneologii i medycyny fizykalnej od 3 kwietnia 2023 roku jest lek. med. Aleksandra Barbara Sędziak.